# Seebe
Seebe (em árabe: السيب) é uma cidade da província de Mascate e capital do vilaiete de Seebe, no Omã. Segundo censo de 2010, tinha 284 877 habitantes. Compreende uma área de 331 quilômetros quadrados.

## Geografia
Os pontos de maior destaque são: o Jardim Naseem, a Perfumaria Amouage, os Estábulos Reais e Centro Equestre, Guarda Real de Omã, o Colégio Técnico de Omã, o Palácio de Seebe, o Aeroporto Internacional de Seebe e centro comercial Marcaz Albaja.